# Zef Mirdita
Zef Midrita (ur. 13 marca 1936 w Prizrenie, zm. 4 kwietnia 2016 w Zagrzebiu) – kosowski historyk i albanista. Był autorem sześciu książek i około 100 prac naukowych.

## Życiorys
Zef Mirdita pochodził z patriotycznej rodziny. Ukończył studia filozoficzne w 1965 roku na Uniwersytecie w Zagrzebiu. Następnego roku wrócił do Prizrenu, gdzie pracował jako nauczyciel historii i socjologii w jednej ze szkół średniej w tym mieście, jednocześnie wykładał historię i albanistykę w języku albańskim i serbskim na Uniwersytecie w Prisztinie.
W 1973 roku otrzymał tytuł doktora nauk historycznych na Uniwersytecie w Zagrzebiu, w tym samym roku otrzymał tytuł docenta w dziedzinie historii.
W 1964 roku specjalizował się w dziedzinie historii starożytnej na Uniwersytecie „La Sapienza”, kolejne dwie specjalizacje z tego zakresu ukończył w 1977 w Heidelbergu i w 1992 w Monachium.
W latach 1980–1990 był członkiem Jugosłowiańskiego Krajowego Komitetu ds. Bałkanistyki.
W 1993 roku z powodów politycznych opuścił Kosowo i przeniósł się do Zagrzebia, gdzie do 1997 roku pracował w chorwackim Instytucie Historii. Następnie rozpoczął pracę na Wydziale Pedagogicznym Uniwersytetu w Osijeku, gdzie wykładał historię starożytną.

## Opublikowane książki[1]
- Religjioni dhe kultet e dardanëve dhe Dardanisë në antike
- Studime dardane (1979)
- Antroponia e Dardanisë në kohën romake (1981)
- Mitet dhe mitologjia në antike (1988)
- Historia e kishës në popullin shqiptar (1994)
- Krishtënizmi ndër shqiptarë (1998)

## Wybrane prace naukowe[1]
- Prejardhja e dardanëve (1973)
- Ilirët dhe etnogjeneza e popullit shqiptar (1975)
- Terminologjia biblike në përkthimin e Kristoforidhit (1985)
- Elementet religjiozë në poezinë e Ndre Mjedës (1987)
- Aspekte teologjike në veprën e Pjetër Bogdanit (1989)
- Katolicizmi dhe ortodoksia shqiptare (1990)